# 约旦尼特洗礼处

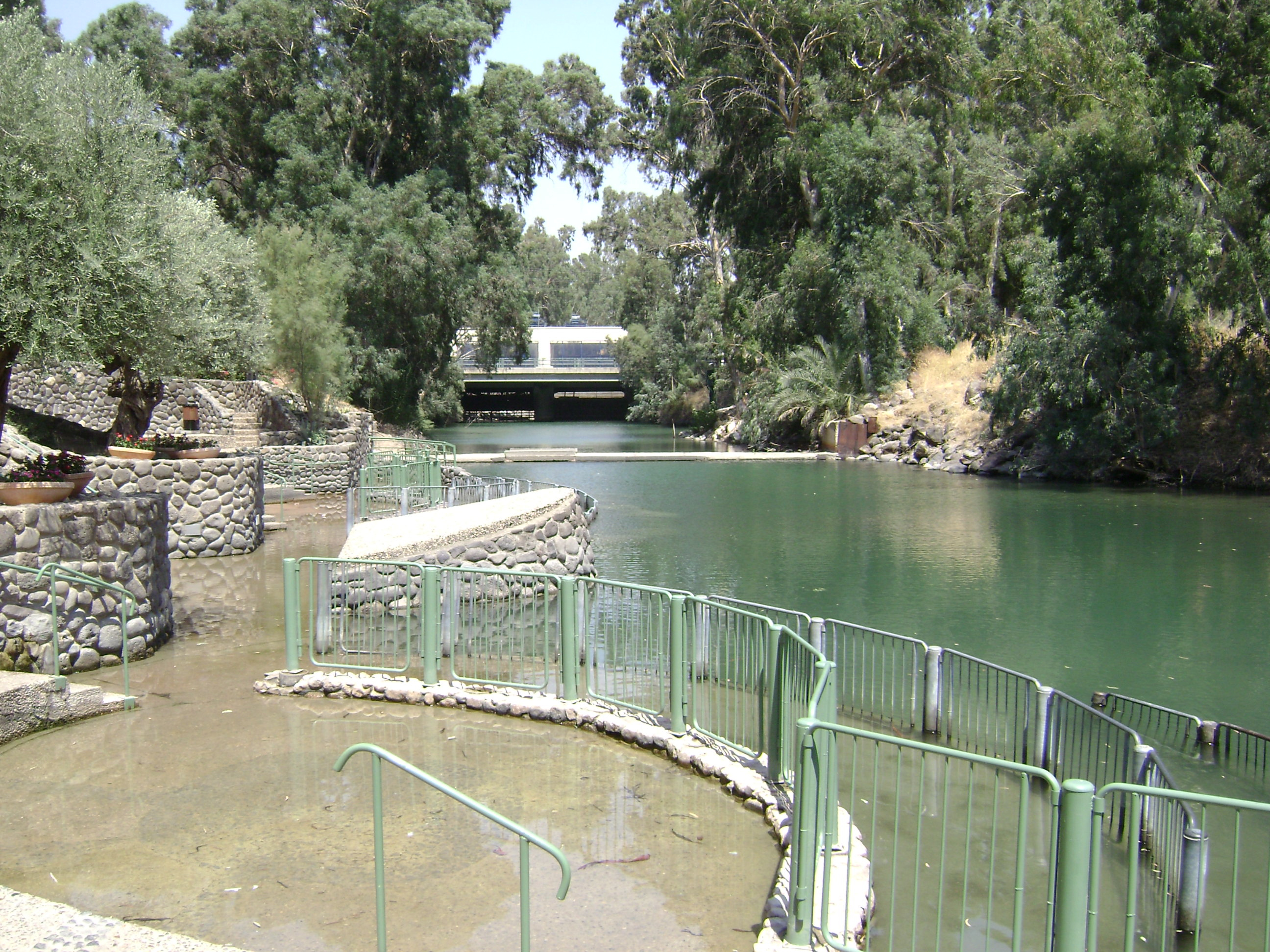
Bet Yerah 附近的约旦尼特洗礼处

约旦尼特（Yardenit） (希伯來語：‎), 又名约旦尼特洗礼处或约旦河洗礼处，是很多基督徒朝圣者到访的，位于以色列北部加利利地区约旦河畔的一个洗礼处。此地位于Kvtzat基布兹附近，约旦河出加利利湖的出口处，基布兹拥有并管理这一景点。 

## 历史
约旦尼特洗礼处目前每年吸引约40万各种宗教信仰的游客。

## 照片

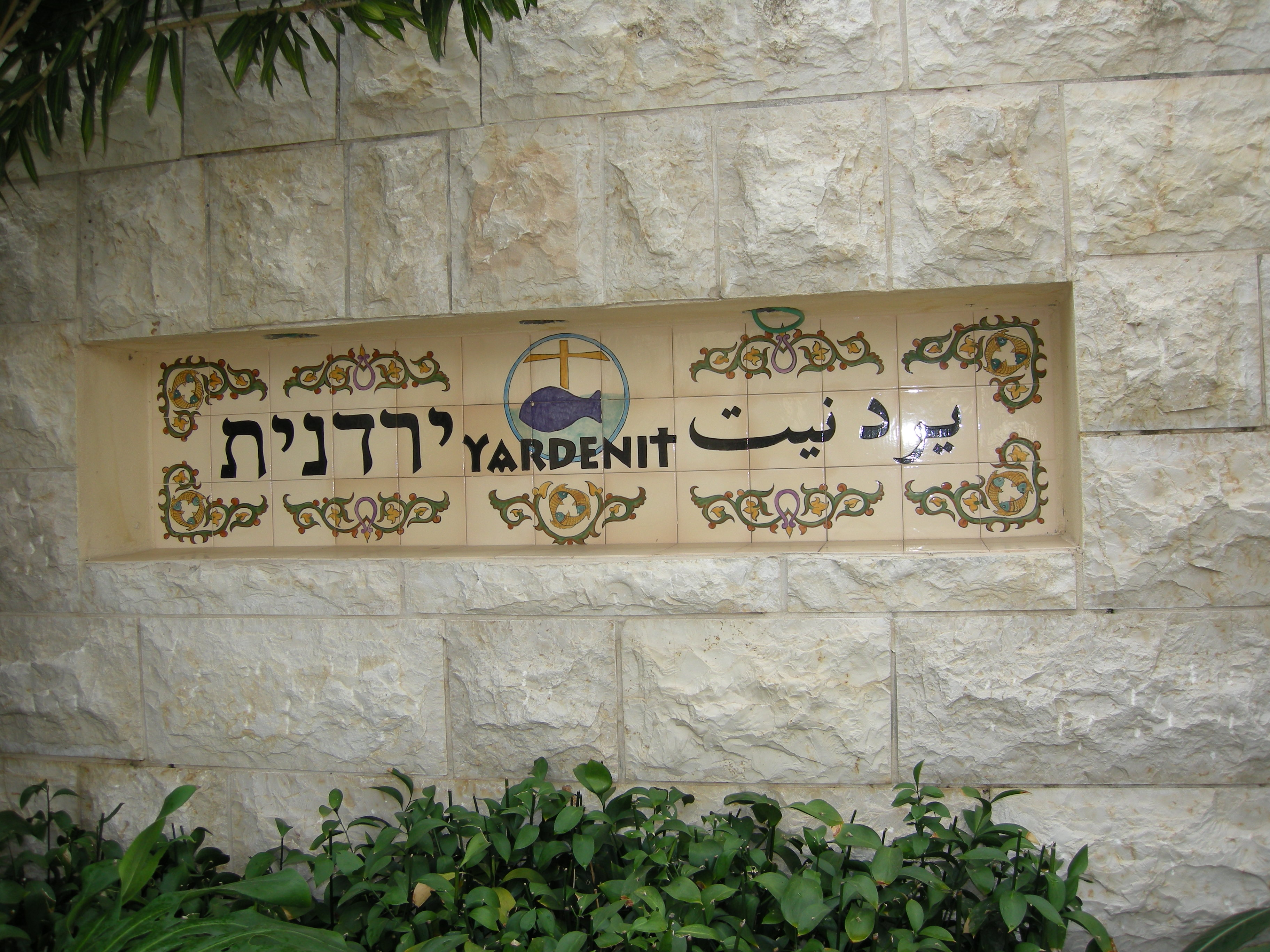
Entrance plaque
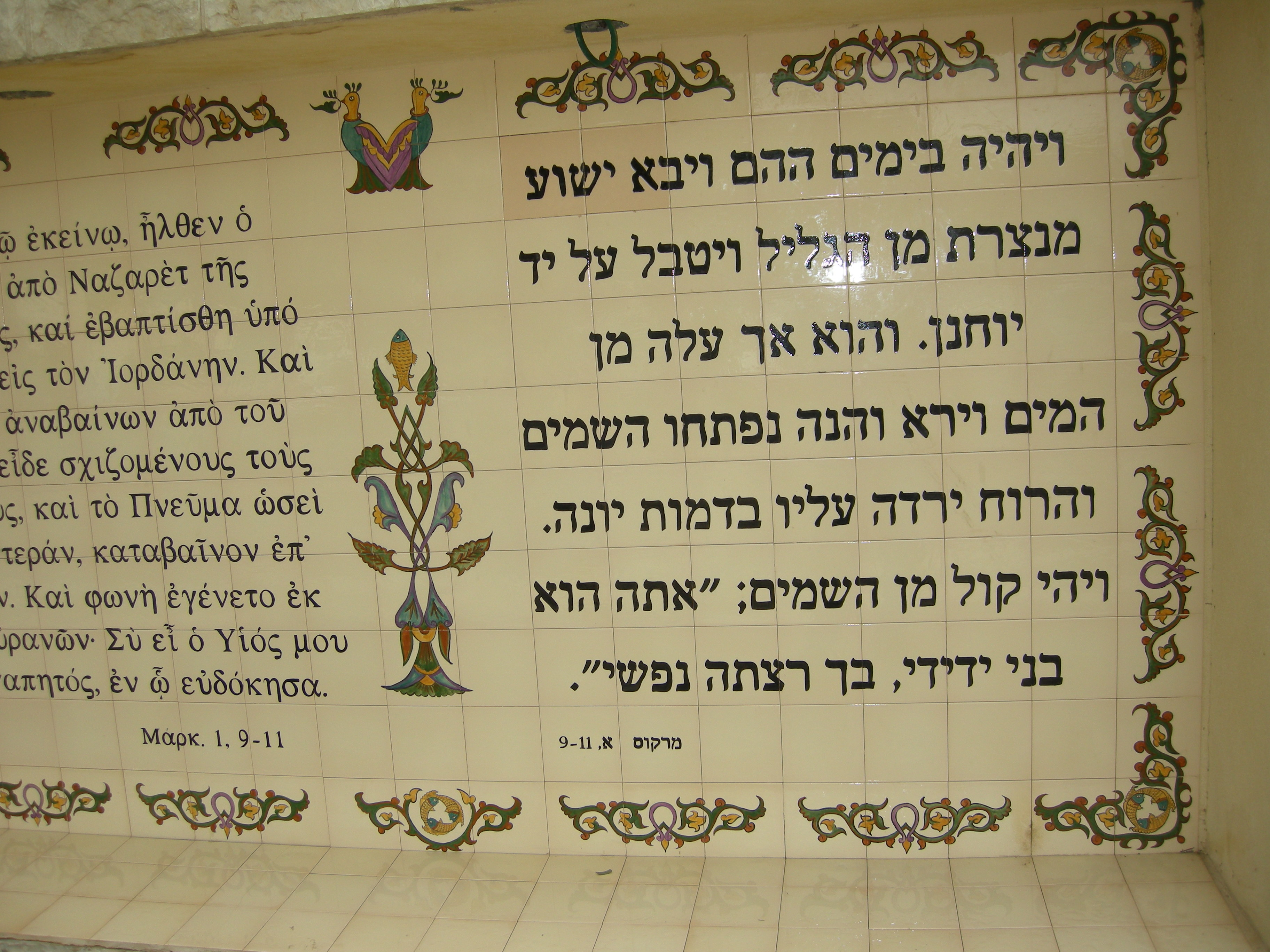
New Testament verse about the baptism of Jesus
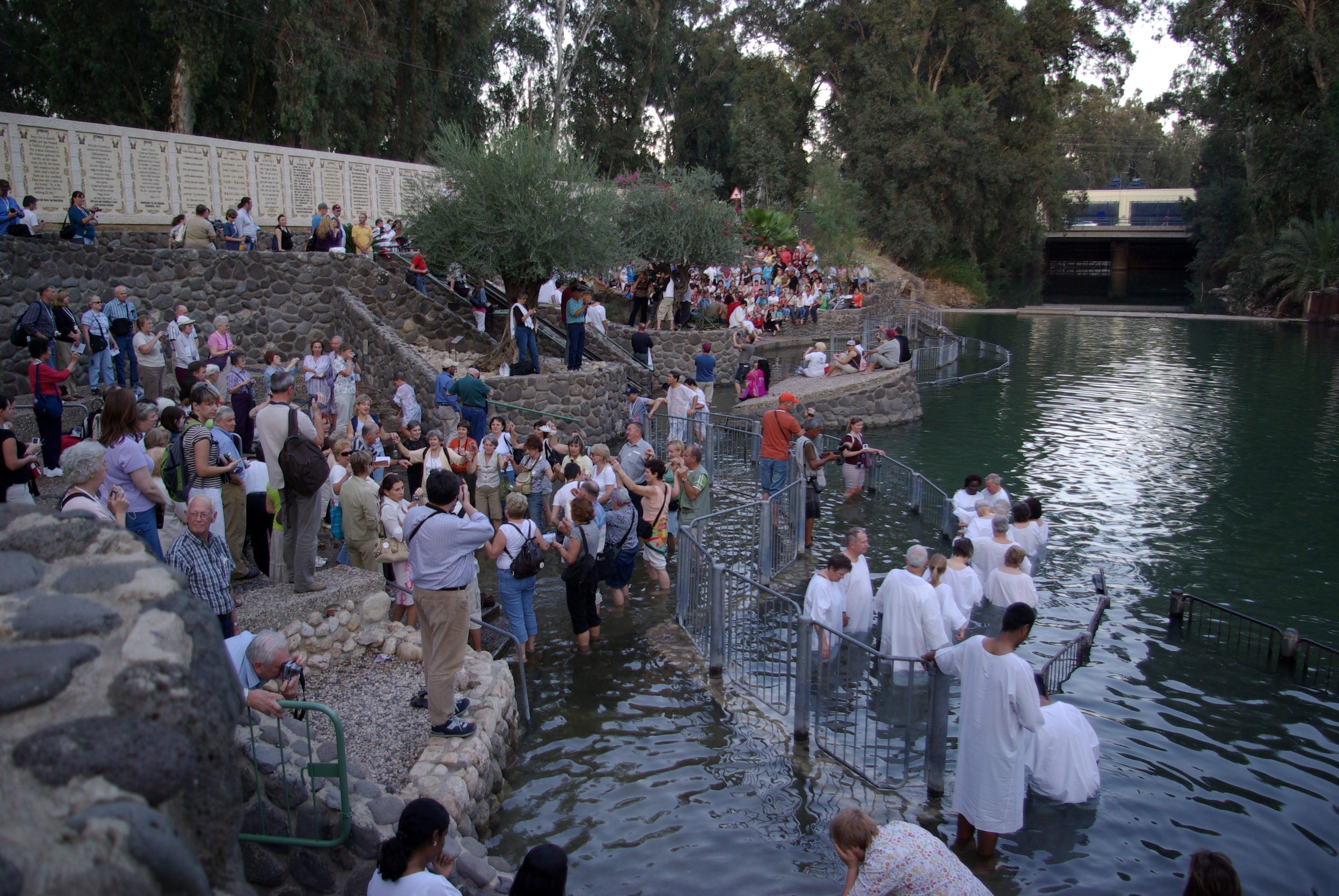
Baptism ceremony at Yardenit